# جوشکاری زائده ای اصطکاکی
جوشکاری زائده ای اصطکاکی یک تکنیک جوشکاری فاز جامد است که شامل یک زائده است که با سرعت بالا در حال چرخش در برابر یک زیرلایه می باشد و با اصطکاک گرما ایجاد می کند. سطوح فلزی به دمایی می رسند که در آن به صورت پلاستیک جریان می یابند، ناخالصی های سطحی خارج می شوند و جوش آهنگری تشکیل می شود.

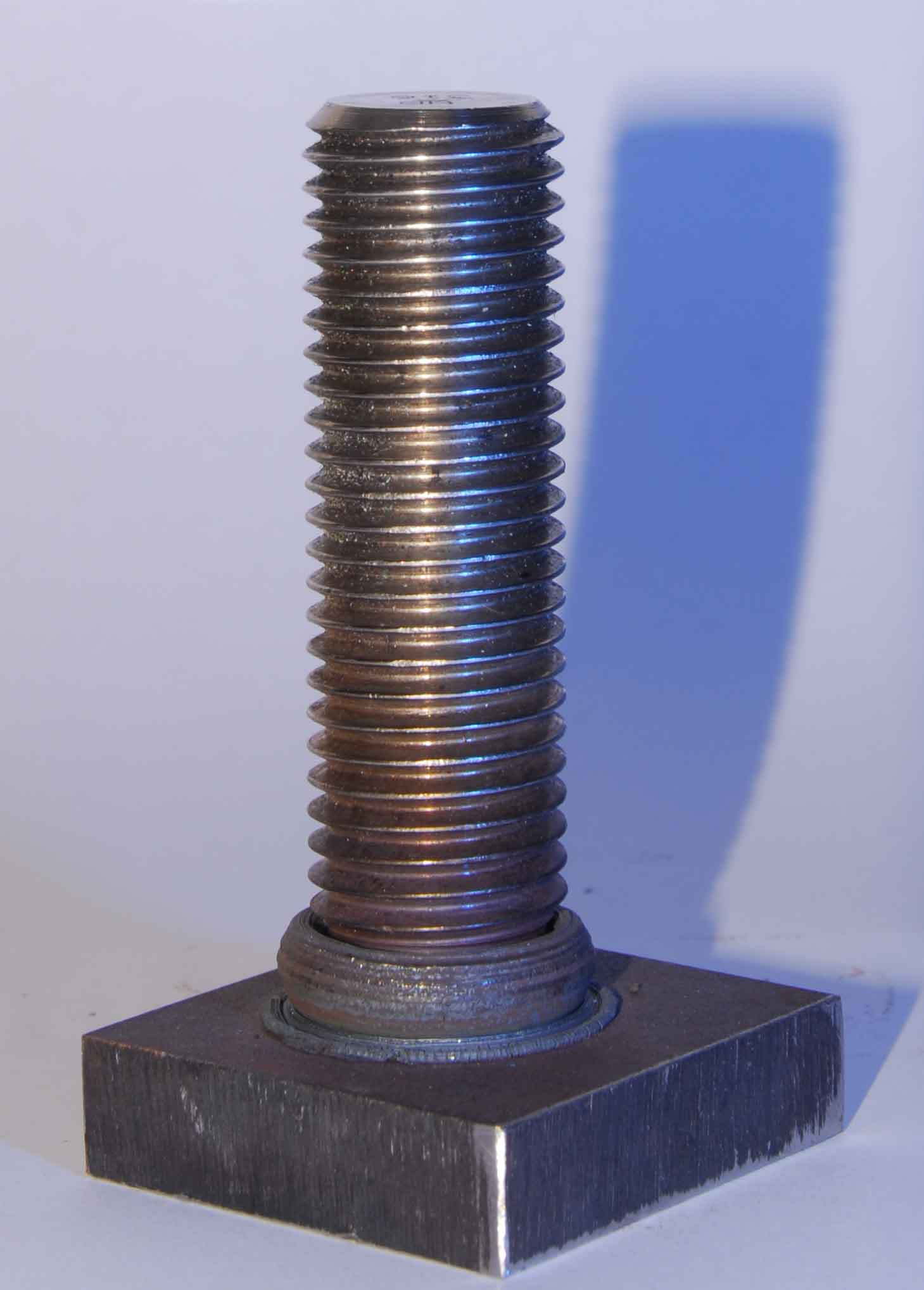
جوشکاری زائده ای اصطکاکی

این روش نسبت به جوشکاری زائده‌ای قوسی پرهزینه تر است و بنابراین برای کاربردهای خاصی که جوشکاری قوس الکتریکی ممکن است مشکلاتی را ایجاد کند استفاده می شود، مانند:
- جوشکاری در زیر آب
- جوشکاری روی خطوط لوله زیر دریا برای اتصال آندها
- جوشکاری در محیط‌های انفجاری و مناطق پهنه بندی شده
- مواد جوشکاری که به سختی با فرآیندهای جوشکاری ذوبی به یکدیگر متصل می شوند
- جوشکاری پلاگین اصطکاکی

تجهیزات قابل حملی برای جوشکاری زائده‌ای اصطکاکی برای استفاده در کارگاه‌های ساختمانی، زیر آب و در کارگاه ها در دسترس است. این واحدهای قابل حمل بسیار سبکتر و کوچکتر از دستگاههای جوشکاری اصطکاکی ایستا بزرگ هستند که به عنوان مثال در کارخانه ها برای جوش دادن اجزای موتور مانند محورهای محرک استفاده می شوند.

### اصول عملیات
ابزار جوشکاری زائده‌ای اصطکاکی قابل حمل از یک موتور برای چرخش زائده با سرعت بالا و یک پیستون برای اعمال نیروی لازم به زائده تشکیل شده است. تجهیزات ممکن است هوا یا هیدرولیک باشد. یک سیستم گیره نیز برای نگه داشتن ابزار روی قطعه کار و ایجاد واکنش در برابر نیروی وارده به زائده مورد نیاز است. گیره های مورد استفاده معمولاً گیره های مغناطیسی یا خلاء برای سطوح صاف، گیره های زنجیره ای یا پنجه ای برای لوله ها و گیره های مکانیکی مختلف برای جوشکاری بر روی تیرها  یا اشکال دیگر هستند.
جوش با چرخاندن زائده با سرعت بالا و فشار دادن آن بر روی بستر ایجاد می شود که باعث اصطکاک می شود که نوک زائده و سطح زیرلایه را گرم می کند. فلز در سطح مشترک بین زائده و زیرلایه تحت فشار به صورت پلاستیکی جریان می یابد و ناخالصی ها را از سطوح فلزی جدا می کند و یک جوش فاز جامد تشکیل می شود. سپس چرخش زائده متوقف می شود اما نیروی وارد بر زائده برای چند ثانیه حفظ می شود. حداکثر دماهای بدست آمده در حین جوشکاری بسیار کمتر از نقطه ذوب فلزات است.

### مزایا و معایب
برخی از مزایای قابل توجه این فرآیند عبارتند از:
- دمای نسبتاً پایینی که در آن جوش تشکیل می‌شود به این معنی است که این فرآیند می‌تواند برای کاربردهایی مانند جوشکاری در خطوط لوله و در محیط های انفجاری سازگار شود.
- عدم وجود قوس الکتریکی و فاز مایع در فلز از برخی از مشکلات احتمالی جوشکاری قوس الکتریکی مانند آلودگی جوش با هیدروژن ، نیتروژن و اکسیژن جلوگیری می کند.
- زمان چرخه جوش سریع (معمولاً 5 تا 10 ثانیه) و روش تشکیل جوش منجر به ساختار دانه ریز می شود.

در این شرایط تنش های پسماند فشاری هستند که منجر به عمر خستگی خوب می شود. زائده ها را می توان از طریق رنگ اپوکسی یا پوشش های لاستیکی نیز جوش داد.
معایب اصلی این فرآیند عبارتند از:
- این فرآیند را فقط می توان برای جوش دادن اجزای نسبتاً کوچک (مانند زائده ها) که می توانند با سرعت بالا بر روی یک قطعه کار بچرخانند استفاده شود.
- این سیستم به یک گیره سفت و سخت برای نگه داشتن ابزار جوش روی قطعه کار و مقاومت در برابر نیروی وارد شده به زائده در حین جوشکاری نیاز دارد. اگرچه این گیره‌ها را می‌توان خیلی سریع از یک محل جوش به محل دیگر منتقل کرد، اما معمولاً بزرگ‌تر و دست و پا گیرتر از سیستم‌های جوشکاری زائده ای قوسی هستند.

### کاربرد ها
برای کاربردهایی که در اینجا ذکر شده است، به ویژه مهم است که روش های جوشکاری و عملیاتی قبل از استفاده در تولید، به طور کامل تست شده و از نظر یکپارچگی جوش و ایمنی عملیاتی تایید شده باشند. اپراتورها باید به طور کامل آموزش ببینند و سیستم ها باید برای اطمینان از اینکه رویه ها به درستی اعمال می شوند و خطرات به درستی ارزیابی می شوند، وجود داشته باشند.

### جوشکاری در زیر آب
هنگامی که این فرآیند در زیر آب استفاده می شود، یک پوشش در اطراف زائده نصب می شود که از سرد شدن بیش از حد جوش توسط آب اطراف جلوگیری می کند. سیستم های هوادار می توانند در زیر آب تا عمق تقریبی 20 متر کار کنند و استفاده از آنها برای غواصان نسبتاً ساده است. سیستم های هیدرولیکی می توانند توسط غواصان نیز استفاده شوند و در اعماق بیش از 300 متر از وسیله نقلیه راه دور (ROV) جوش داده شوند. سیستم های جوشکاری زائده ای اصطکاکی فعلی به گونه ای طراحی شده اند که تا عمق تقریباً 1000 متری کار کنند.

### جوشکاری روی خطوط لوله زیر دریای برای اتصال آندها
جوشکاری زائده ای اصطکاکی برای مقاوم سازی آندهای گالوانی به خطوط لوله زیر دریا در حالی که خط لوله "فعال" است استفاده شده است (یعنی به انتقال هیدروکربن ها در فشار ادامه می دهد). در برخی موارد آندها روی بستر دریا در کنار خط لوله قرار می گیرند و یک بند روی کابلی از آند به زائده جوش داده شده روی خط لوله متصل می شود. گزینه دیگر جوش سه جانبه است که در آن بند روی کابل آند از فولاد با سوراخ مخروطی در آن ساخته شده است. انتهای مخروطی زائده از طریق سوراخ روی خط لوله جوش می‌شود، هم به لوله و هم به لوله جوش می‌شود و یک اتصال کاملاً جوشی بین کابل آند و خط لوله ایجاد می‌کند. مزیت این روش عدم افزایش قابل توجه مقاومت الکتریکی اتصال در اثر خوردگی در طول عمر خط لوله است. بسیاری از خطوط لوله زیر دریا دارای پوشش وزنی بتنی بر روی خود هستند و ناحیه کوچکی از آن را می توان با جت آب برداشت تا امکان جوشکاری فراهم شود.

### جوشکاری در محیط های انفجاری و مناطق پهنه بندی شده
جوشکاری زائده ای اصطکاکی برای اتصال توری به سکوهای نفتی دریایی در مناطقی که جوشکاری قوس الکتریکی به دلیل خطر آتش سوزی یا انفجار مجاز نیست، استفاده شده است. پوششی مشابه آنچه برای جوشکاری در زیر آب استفاده می شود به عنوان مانعی بین جوش و جو اطراف عمل می کند. همچنین می توان از یک آبگیر به عنوان یک مانع اضافی استفاده کرد.

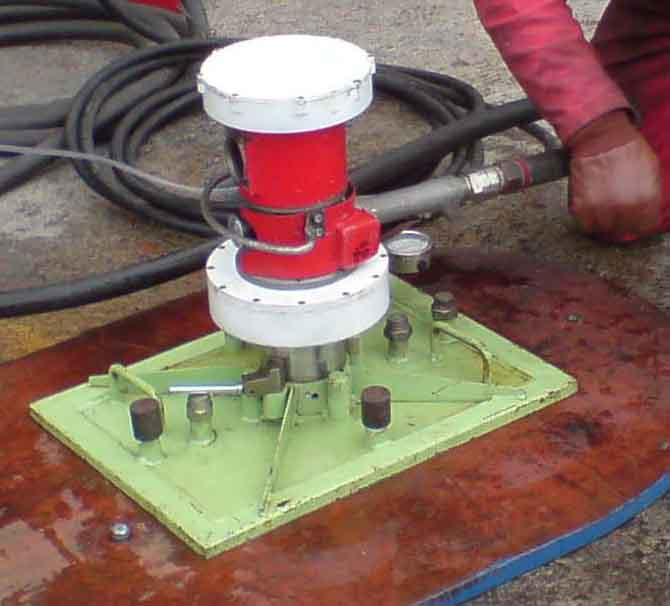
یک جوش زائده ای M16 که با یک پوشش در داخل یک گیره خلاء انجام می شود. در این مثال قسمت مرکزی گیره در حین جوشکاری با آب پر شده است.

### مواد جوشکاری که با فرآیندهای جوشکاری ذوبی به سختی به یکدیگر متصل می شوند
جوشکاری زائده ای اصطکاکی یک فرآیند جوشکاری فاز جامد است که در آن فلزات به مایع تبدیل نمی شوند. این امر به ترکیبات فلزی مانند جوشکاری ناودانی های آلومینیومی به فولاد اجازه می دهد که در جوشکاری قوس الکتریکی به دلیل تشکیل ترکیبات بین فلزی شکننده مشکل ساز خواهد بود.

### جوشکاری پلاگین اصطکاکی
در جوشکاری پلاگ اصطکاکی، یک پلاگ مخروطی شکل به صورت اصطکاکی به سوراخ مخروطی در زیرلایه جوش داده می شود. از این روش جوش می توان برای ترمیم عیوب ریخته گری استفاده کرد. همچنین برای پر کردن حفره هایی که پس از اتمام یک پاس جوش اصطکاکی اغتشاشی در زمانی که پروب همزن از جوش خارج می شود، استفاده شده است.
کاربردهای اخیر خاص جوشکاری زائده ای اصطکاکی عبارتند از:
- مقاوم سازی آندها در مخزن ذخیره روغن FPSO در منطقه 1.
- تجهیزات مقاوم سازی در مناطق منطقه 1 در سکوهای دریایی.
- چسباندن آندها در داخل خطوط لوله تخلیه آب دریا در یک کارخانه فرآوری گاز .